# Jörg Pose
Jörg Pose (ur. 18 maja 1959 w Rostocku) – niemiecki aktor filmowy i telewizyjny. Wystąpił w ponad 45 filmach i serialach telewizyjnych. Wraz z Manfredem Möckiem zdobył Srebrnego Niedźwiedzia dla najlepszego aktora na 38. MFF w Berlinie za rolę w wyprodukowanym w NRD filmie Jeden drugiego brzemiona noście (1988) Lothara Warnekego.